# ヴィルヘルム・アッカーマン

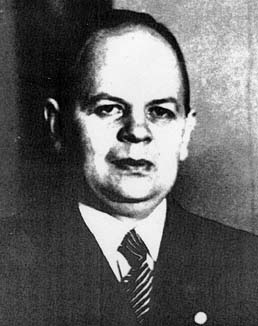
ヴィルヘルム・アッカーマン

ヴィルヘルム・アッカーマン（Wilhelm Friedrich Ackermann, 1896年3月29日 - 1962年12月24日）はドイツの数学者。
計算理論での重要な例の一つであるアッカーマン関数を考案した。
アッカーマンは、1925年に2階のペアノ算術を弱めた体系の無矛盾性の証明を与え、ゲッティンゲン大学から博士号を得た。この証明は、ヒルベルトがヒルベルト・プログラムでの基本手法として考えていたアイデアに沿ったものであった。
後に、この証明では、厳格な有限の立場を越えるωωωまでの順序数の整列性を
必要とするリダクションが隠伏的に用いられていたことが判明している。
1929年から1948年まで、彼はシュタインフルトのギムナジウムで教師として教え、
その後1961年まで彼の生まれ故郷のリューデンシャイト (Lüdenscheid) の女子ギムナジウムで教えた。
彼はまたゲッティンゲン科学アカデミーの通信会員であり、ミュンスター大学の非常勤教授でもあった。
1928年、彼はダフィット・ヒルベルトが1917年から1922年に行った数理論理学の入門の講義録をもとにヒルベルトと共著でGrundzüge der theoretischen Logik (理論論理学概論) を執筆している。
また1937年には無限公理を含まない集合論の、1940年にはペアノの公理の、1952年にはtype-free logicの無矛盾性の証明を与えている。
1956年には、クラスをオブジェクトとして含み、
ある意味でカントルの集合論の自然な公理化になっているような公理的集合論の体系を導入している。